# Proosdij van Thionville

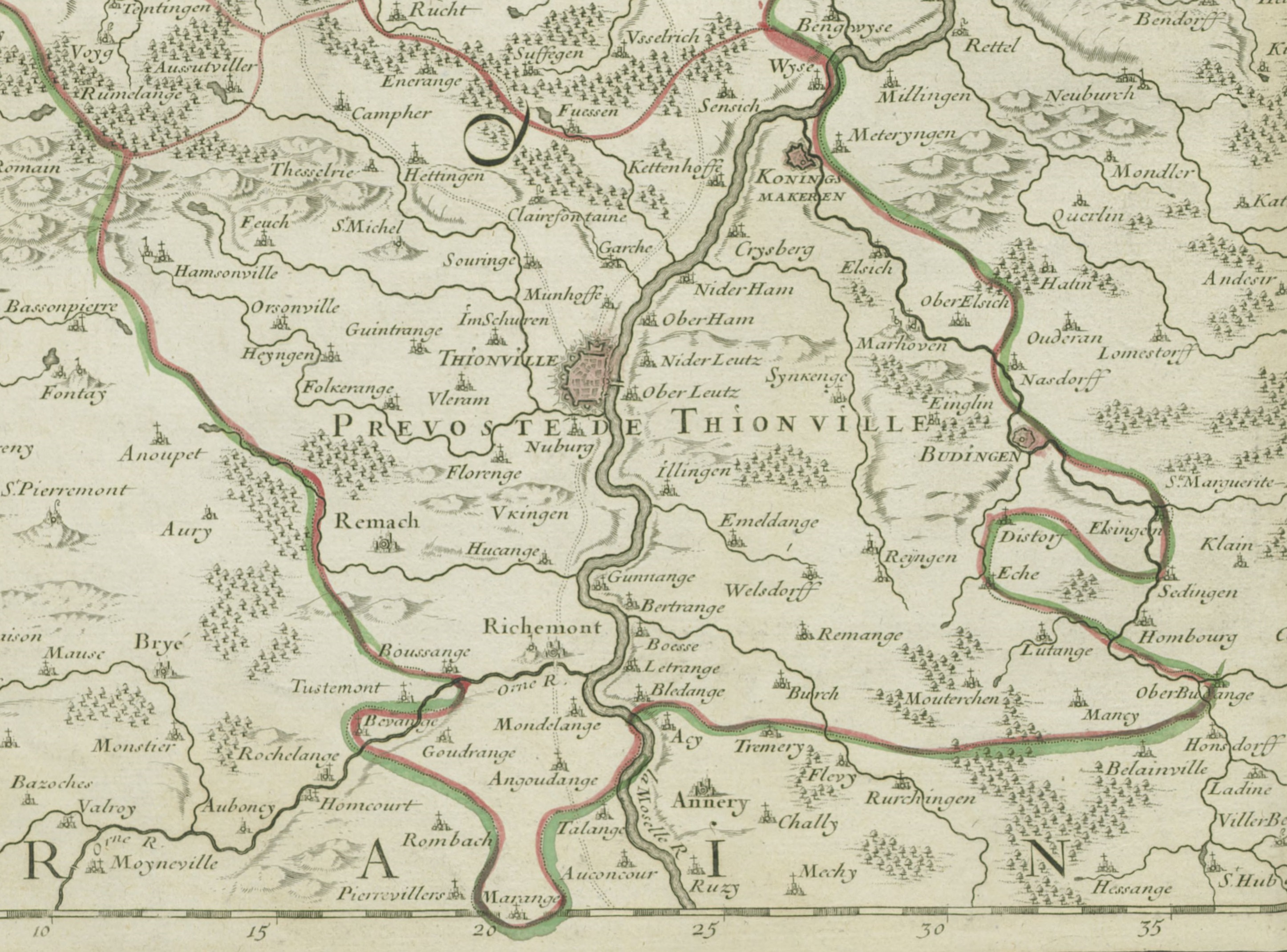
Proosdij van Thionville langs de Moezel

De proosdij van Thionville was een district in het graafschap Luxemburg en later in het hertogdom Luxemburg. Het district bevatte de stad Thionville en omliggende dorpen. 
Met de Vrede van de Pyreneeën (1659) ging de proosdij over van de Spaanse Nederlanden naar het koninkrijk Frankrijk. De Fransen bestuurden de proosdij tezamen met de Trois-Evêchés, de 3 bisdommen in Opper-Lotharingen die zij in handen gekregen hadden, officieel vanaf 1648 (Vrede van Westfalen).